# Michael Pease
Michael Stewart Pease OBE , (2 octobre 1890 - 27 juillet 1966) est un généticien classique britannique à l'Université de Cambridge.

## Biographie
Michael Pease est le fils d'Edward R. Pease (en), écrivain et membre fondateur de la Fabian Society, de la famille Pease des Quakers. Il fait ses études à la Bedales School  et au Trinity College de Cambridge, où il est élu président de la Cambridge University Fabian Society. Le 24 février 1920, il épouse Helen Bowen Wedgwood, fille de l'homme politique travailliste Josiah Wedgwood (1er baron Wedgwood), de la famille de poterie Wedgwood. Ils sont les parents du physicien Bas Pease (en) et de Jocelyn Richenda Gammell Pease (1925–2003), qui épouse le biologiste lauréat du prix Nobel Andrew Huxley.
Il travaille au Genetical Institute of Cambridge en tant qu'assistant de Reginald Punnett, qui crée les premières races de poulets auto-sexing, les Cambar et Legbar, dans lesquelles le sexe des poussins d'un jour se distingue clairement du plumage ,. Quand, en 1930, une installation de recherche sur la volaille distincte est créée, Pease la dirige . Il est également conseiller travailliste au conseil du comté de Cambridge pour Girton. Il est nommé Officier ordinaire de la Division civile de l'Ordre de l'Empire britannique en 1966 pour les services politiques et publics dans le Cambridgeshire .
Il est détenu dans le camp d'internement civil de Ruhleben, près de Berlin, pendant la Première Guerre mondiale. Son père, major à l'époque, demande s'il puisse être échangé contre un prisonnier allemand souhaitant retourner à Berlin, mais sans succès. Pendant son internement, Pease tente de faire installer des jardins dans le camp et, le 27 avril 1916, donne une conférence sur la danse à l'époque élisabéthaine .